# Reacció de foto-Fenton

Procés de Foto-fenton

La reacció de foto-Fenton és aquella en què una font de llum accelera el procés de degradació de contaminants. Aquesta es diferencia de la reacció de Fenton, en què en aquest cas s'evita l'acumulació de ions Fe3+ a mesura que els ions Fe2+ es van consumint i així
també que es detingui la reacció (es veu amb més detall a l'apartat 1.1). Per tant, s'aconsegueix deixar de banda aquest problema mitjançant la regeneració química d'ions Fe2+. Aquesta reacció es tracta d'una fotocatàlisi homogènia, la qual cosa vol dir que comporta una reacció fotoquímica.
La combinació del reactiu de Fenton amb radiació UV/visible dona lloc al procés de foto-Fenton, responsable de l'augment de la velocitat d'oxidació de la matèria orgànica a conseqüència de la major velocitat de regeneració del catalitzador Fe2+, a través de les reaccions de foto-Fenton i foto-Fenton-like (variant més lenta del foto-Fenton) que permeten que es dugui a terme contínuament la reacció de Fenton, i que s'obtingui una major generació de OH•. Aquest radical hidroxil és un potent oxidant amb capacitats per oxidar la matèria orgànica. Mentres que la radiació accelera i afavoreix la reducció de Fe3+ a Fe2+.  
Fe2++ hv + H₂O2  → Fe3+ + OH• + OH-

## Representació esquemàtica

Esquema procés foto-Fenton:1.Reactor 2. Agitador 3. Altres 4. Reactius 5. Entrada al reactor 6. Sortida del reactor 7. Bomba 8. Cabalímetre 9. Reactor solar (CPC)

Es pot veure un exemple del que seria la instal·lació d'un sistema per realitzar el tractament en aigües mitjançant la reacció de foto-Fenton.
Aquest sistema és molt utilitzat per al tractament d'aigües residuals.
Es representa:
1. Reactor: Aquest té fins a quatre entrades i està fet d'un material resistent, normalment de vidre.
2. Agitador: Ens permetrà homogeneïtzar la mostra.
3. Altres: Aquesta part de la tapa del reactor, ens permet treballar en altres condicions, com per exemple a pressió.
4. Reactius: S'afegeix els reactius necessaris, expressats anteriorment, Fe2+ i H₂O₂
5. Entrada al reactor: Es produeix l'entrada de l'aigua que estem tractant, en aquest cas provinent del reactor solar.
6. Sortida del reactor: Gràcies a l'ajuda de la bomba s'extreu l'aigua desitjada amb la finalitat de fer-la passar per tot el circuit.
7. Bomba: Fa el treball suficient com per fer circular l'aigua sempre amb el cabal desitjat.
8. Cabalímetre: Permet saber amb tot detall el cabal d'aigua que està circulant, sent una de les variables del procés.
9. Reactor solar (CPC): Aquest rep la radiació solar, ja sigui provinent del sol o d'altres fonts d'energia solar com són els emissors de radiació UV. Tenint en compte que preferiblement s'utilitza, sempre que sigui possible, la llum solar, sent una font d'energia renovable.

## Procés de Fenton
Aquest procés avançat d'oxidació va ser descobert per Henry John Horstman Fenton, qui va saber considerar les propietats oxidatives d'aquesta reacció, així com tots els avantatges que presentava (poca inversió capital, ja que els productes no són complexos i, per tant, són de fàcil adquisició).
La mescla de peròxid d'hidrogen amb quantitats catalítiques de ferro (II) és conegut com a reactiu de Fenton. Aquesta dissolució presenta una elevada capacitat oxidativa degut a la generació del radical hidroxil a partir de la següent reacció: Fe2+ + H₂O₂ → Fe3+ + OH• + OH- .
- Fe2+ + H₂O₂ → Fe3+ + OH• + OH-

Fe2++ OH• → Fe3+ + OH-
H₂O₂+ OH•→ HO2• + H₂O
Fe2++ HO2•  → Fe3+ + HO2 -
- 2OH• → H₂O2

2 HO2• →H₂O₂ + O₂
HO2• + OH•  → H₂O₂ 
- OH• ↔ OH• - + H+

H₂O2 ↔ HO2 - + H+
HO2• ↔ O.- + H+
Actualment, el procés basat en la reacció de Fenton és considerat un dels principals processos d'oxidació avançada (AOP’s) per tractament d'aigües o sòls contaminats.

## Radiació visible (UV/ visible)
Les ones electromagnètiques que arriben principalment a la superfície terrestre són: UVB (280-320 nm), UVA (320-380nm), visible (380-720nm) i infraroig (720-4.000nm). Cal tenir present que existeixen altres ones amb diferents freqüències i longituds d'ona (Com per exemple: els raigs còsmics, els raigs gamma, raigs X i altres de menys interès pel nostre cas com són els de radio i televisió). La font més utilitzada per portar a terme el procés de foto-Fenton és les radiació visible. S'ha de tenir en compte, que en la majoria de casos de foto-Fenton la millor opció per dur a terme el procés és la llum solar, ja que és una font d'energia renovable.

## Altres
A més a més de la combinació del reactiu Fenton amb radiació, també trobem el procés d'electro-Fenton i la combinació tots tres, en el procés de fotoelectro-Fenton, on s'aprofiten els avantatges dels dos tipus de reaccions. Aquest últim procés d'oxidació avançada consisteix a utilitzar de forma simultània l'electrogeneració de H₂O2 amb la presència de Fe2+ i l'energia obtinguda de la radiació .